# 萨尔瓦多立法议会
萨尔瓦多共和国立法议会（西班牙語：Asamblea Legislativa de la República de El Salvador）是萨尔瓦多的国家立法机关。议会实行一院制，由60名议员组成。每届议会任期3年。

## 外部連結
- 官方网站 （西班牙文）